# Messier 6
Messier 6 (M6 ili NGC 6405), također Leptirov skup, je otvoreni skup u Škorpionu poznat od davnina. Smatra se da ga je još Ptolomej uočio dok je promatrao susjedni Messier 7.
Giovanni Battista Hodierna je prvi astronom koji je opisao ovaj skup, prije 1654. godine. Charles Messier ga je uvrstio u svoj katalog 1764. godine.

## Svojstva
Identificirano je oko 80 zvijezda koje su članice ovog skupa. Skup se proteže regijom koja ima 54' u promjeru, a središnji dio skupa ima dimenzije 25'. Udaljenost ovog skupa je procijenjena ma 1300 do 2000 svj. g. od nas. Starost skupa je procijenjena na 50 do 100 milijuna godina.
Najsjajnija zvijezda u skupu je BM Scorpii, promjenjivi narančasti div. Njegov prividni sjaj mijenja se od magnitude +5,5 do +7,0. Promjenjivost sjaja za uzrok ima i promjenu ukupnog sjaja skupa. Ostale zvijezde su većinom plavi divovi s prividnom magnitudom od +6,17 do +7,88.

## Amaterska promatranja
Promatranje ovog skupa otežano je iz hrvatskih krajeva jer ima veliku južnu deklinaciju. Da bi se uočio potrebno je naći mjesto s čistim južnim horizontom. Skup ima prividan sjaj od magnitude +4,2. Da nije tako daleko na jugu bio bi lako vidljiv golim okom. Za promatranje je preporučljiv dalekozor ili teleskop mala povećanja.
Messier 6 svojom pojavom donekle podsjeća na leptira pa zato i nosi naziv Leptirov skup.

## Vanjske poveznice
- (engl.) SEDS: NGC 6404
- (engl.) Hartmut Frommert: Revidirani Novi opći katalog
- (engl.) Izvangalaktička baza podataka NASA-e i IPAC-a
- (engl.) Astronomska baza podataka SIMBAD
- (engl.) VizieR
- (engl.) Auke Slotegraaf: NGC 6404 Deep Sky Observer's Companion
- (engl.) Courtney Seligman: Objekti Novog općeg kataloga: NGC 6400 - 6449
- Skica M6